# Любовь к трём апельсинам (журнал)
«Любовь к трём апельсинам» — журнал, посвящённый театру, искусству, поэзии и литературе, выходивший в Санкт-Петербурге — Петрограде в 1914—1916 годах. Журнал был организован известным режиссёром Всеволодом Мейерхольдом, который выступал в этом издании под псевдонимом Доктор Дапертутто. Мейерхольд был главным редактором журнала. Он собрал единомышленников и талантливую молодёжь. Обложку для журнала нарисовал соавтор режиссёра по спектаклям на сценах Александринского и Мариинского театров, известный мирискусник Александр Головин, отделом поэзии заведовал Александр Блок.
Журнал «Любовь к трём апельсинам» был печатным органом Студии на Бородинской — экспериментальной лаборатории Мейерхольда в 1910-е годы, где зарождались идеи режиссёрского театра 1920-х и биомеханики — оригинальной техники актёрского мастерства, которая, спустя несколько лет, станет фирменным знаком ТИМа и главной актёрской техникой театрального конструктивизма. О классах студии на страницах журнала рассказывали педагоги студии, выдающиеся деятели культуры и искусства Серебряного века.
Среди них были: филолог-театровед, в те годы начинающий режиссёр, скрывавшийся на афишах (в противоположность темному гению — Дапертутто) под псевдонимом Вольдемар Люсциниус — Владимир Соловьёв, впоследствии один из самых ярких и разносторонне одарённых деятелей театрального Ленинграда 1920-30-х гг., учитель Аркадия Райкина, занимавшийся со студийцами техникой актёров комедии дель арте; заметки о музыкальном чтении в драме вёл Михаил Гнесин, раздел, посвящённый своим занятиям со студийцами вёл сам Всеволод Мейерхольд. Именно здесь были напечатаны программные статьи режиссёра: «Глоссы Доктора Дапертутто» и второй вариант статьи «Балаган» (в соавторстве с Ю. М. Бонди). В журнале печатались известные поэты Серебряного века, свои первые статьи печатали начинающие филологи: Виктор Жирмунский, Василий Гиппиус, Алексей Гвоздев. Опыт журнала «Любовь к трём апельсинам» стал отправной точкой к зарождению театроведения в России.

## Структура
Журнал включал в себя ряд постоянных разделов:
- Стихи
- [Раздел, в котором публиковались сценарии и пьесы]
- [Теоретический раздел]
- [Раздел, посвящённый комедии дель арте]
- Hofmaniana
- Студия
- Хроника

Кроме основных рубрик в журнале появлялись отклики на спектакли современного театра, рецензии на книги.

## Литературно-театральная деятельность редакции журнала

#### Литературные вечера и театральные постановки
Весной 1914 года на сцене Тенишевского училища в Санкт-Петербурге редакцией журнала был организован «Блоковский спектакль», в программу которого вошли постановки двух драматических произведений А.Блока — «Незнакомка» и «Балаганчик». Лирическая драма «Незнакомка» была представлена на сцене впервые. Спектакль вызвал большой резонанс в среде деятелей искусства. Впоследствии режиссёр постановки — В. Э. Мейерхольд считал, что сценографическое решение пространства в «Незнакомке» стало предвестником театрального конструктивизма в российском искусстве. Художник спектакля — Ю. М. Бонди. Актерами в спектакле выступили ученики Студии на Бородинской.

#### Издания журнала
За время существования редакцией журнала были выпущены отдельные издания пьес:
- «Огонь» Ю. Бонди, В. Мейерхольда и В. Н. Соловьёва
- «Близнецы» Плавта (пер. С.Радлова)
- «Кот в сапогах» Л.Тика (пер. В.Гиппиуса)
- «Женщина Змея» К. Гоцци (пер. Я.Блоха)

## Влияние
Интермедия «Любовь к трём апельсинам», написанная по мотивам фьябы К. Гоцци постоянными авторами журнала К. А. Вогаком, В. Н. Соловьёвым и В. Э. Мейерхольдом, оказала непосредственное влияние на создание С. С. Прокофьевым одноимённой оперы:
Уезжая из Москвы, я взял в дорогу театральный журнальчик „Любовь к трём апельсинам“, получивший название от пьесы Карло Гоцци, напечатанной в первом номере. Пьеса очень меня занимала смесью сказки, шутки и сатиры, и я даже кое-что распланировал во время длинного путешествия. Я подал мысль Кампании. „Гоцци! Наш милый Гоцци! Но это чудесно!“ — закричал итальянец. В январе 1919 года мы подписали договор, опера должна быть готова к осени… Учтя американские настроения, я выбрал более простой музыкальный язык, чем в „Игроке“, и работа шла легко.
С. С. Прокофьев. «Дневник»
Первую постановку оперы в 1926 г на родине осуществили начинавшие свой творческий путь в Студии на Бородинской режиссёр Сергей Радлов и художник Владимир Дмитриев. Произошло это на сцене Мариинского театра в Ленинграде.
Под влияние журнала в конце 1910-х, да и в последующие десятилетия подпали многие деятели искусства. Не только С. Прокофьев, но и молодой студент Мейерхольда Сергей Эйзенштейн, в 1919 г. штудировал «Любовь к трём апельсинам». Через пару лет Мейерхольд пригласит его к первой совместной работе в качестве художника и сценариста над спектаклем по пьесе Л. Тика «Кот в сапогах», впервые на русском языке в переводе Василия Гиппиуса опубликованной в  в «Любви к трём апельсинам» (1916 г.). Перевод сопровождала статья молодого В. М. Жирмунского «Комедия чистой радости». Постановка не была осуществлена, от замысла остался эскиз Эйзенштейна.
Журнальные публикации внимательно штудировал Евгений Вахтангов. В архиве МХАТ сохранилась тетрадь режиссёра 1915 года, наполненная вырезками из журнала о технике комедии Дель арте и авторскими пометками. Как отмечает театровед В. В. Иванов: «Многие формальные приёмы, на которые обратил внимание Вахтангов, читая журнал „Любовь к трём апельсинам“ (актёр как лицедей с „радостной душой“, „чёткость и самоценность жеста“, „искусство импровизации“, „чувство небоязни зрительного зала“, „знак отказа“, „роль выкрика в момент напряжённого действия“, „схематизация Гамлета“ и др.), оживут и найдут подтверждение в его режиссёрской практике и в замыслах последних лет». В 1922-м, незадолго до смерти, Вахтангов поставит свой шедевр «Принцесса Турандот», где сценически воплотит многие идеи, впервые сформулированные на страницах журнала «Любовь к трём апельсинам». «Экспозиция вахтанговской „Принцессы Турандот“, в сущности, изложена в мейерхольдовской статье „Балаган“ (1913 г.)», — констатировал в письме Михаилу Чехову Юрий Елагин, автор первой посмертной биографии Мейерхольда, накануне выхода книги.

## Журнал сегодня
Долгое время журнал оставался библиографической редкостью, однако за последнее десятилетие большинство его материалов было переиздано в разнообразных посвящённых творческому наследию В. Э. Мейерхольда публикациях. PDF-версии номеров доступны, в частности, на интернет-сайтах США (Университет Северной Каролины в Чапел-Хилле), Италии (Римский архив Вяч. Иванова), России («Первая мировая война и русская периодика» ИМЛИ РАН) и др.
В июне 2014 года в Санкт-Петербурге вышло полное комментированное переиздание всех номеров журнала в двух томах, подготовленное Российским институтом истории искусств.